# NK Satnica
NK Satnica je nogometni klub iz Satnice u općini Petrijevci, a nedaleko Valpova u Osječko-baranjskoj županiji.
NK Satnica je član Nogometnog središta Valpovo te Županijskog nogometnog saveza Osječko-baranjske županije.
U klubu treniraju dvije kategorije: pioniri i seniori.
Pioniri se natječu u Ligi mladeži – pioniri pri NS Valpovo, a seniori u 2. ŽNL Osječko-baranjskoj NS Valpovo.
Klub je osnovan 1958. godine kao NK Sloga Satnica.

## Uspjesi kluba
2000./01. – prvak 2. ŽNL Valpovo – D. Miholjac
2019./20. – prvak 2. ŽNL Valpovo – D. Miholjac

## Vanjske poveznice
- Službena stranica Općine Petrijevci